# Němětice
Němětice är en ort i Tjeckien.   Den ligger i regionen Södra Böhmen, i den sydvästra delen av landet, 110 km söder om huvudstaden Prag. Němětice ligger 436 meter över havet och antalet invånare är 114.
Terrängen runt Němětice är kuperad åt sydväst, men åt nordost är den platt. Němětice ligger nere i en dal.Runt Němětice är det ganska glesbefolkat, med 40 invånare per kvadratkilometer. Närmaste större samhälle är Strakonice, 7,6 km norr om Němětice. Omgivningarna runt Němětice är en mosaik av jordbruksmark och naturlig växtlighet.